# Alfred Tiefnig
Alfred Tiefnig (* 30. Jänner 1962 in Irschen) ist ein österreichischer Versicherungsmakler und Politiker (SPÖ). Tiefnig war von 2006 bis 2023 Abgeordneter zum Kärntner Landtag.

## Ausbildung und Beruf
Tiefnig absolvierte seine Pflichtschulausbildung in Irschen, Dellach im Drautal und Greifenburg und erlernte danach den Beruf des Einzelhandelskaufmanns, wobei er zwischen 1977 und 1980 die Landesfachschule Lienz besuchte. Nach seinem Lehrabschluss leistete Tiefnig 1980 Präsenzdienst beim Österreichischen Bundesheer ab. Neben seiner beruflichen Tätigkeit absolvierte Tiefnig eine staatliche A-Lizenz Trainerausbildung an der Sportuniversität Innsbruck, eine Ausbildung zum staatlich geprüften Versicherungsmakler in Lienz und eine Ausbildung im Bereich Teamentwicklungsprozess in Salzburg.
Tiefnig arbeitete als Einzelhandelskaufmann in Lienz und war Abteilungsleiter der Firma Kastner & Öhler in Spittal an der Drau. Tiefnig arbeitete zudem als Verkaufstrainer und war zwischen 1989 und Außendienstmitarbeiter und Teampartner der Allianz Versicherungs AG, Kärnten/Osttirol. Seit 2003 ist Tiefnig Selbstständige Versicherungsmakler der Allianz Versicherungs AG in Irschen tätig.

## Politik
Tiefnig ist seit 1994 Mitglied des Gemeinderats von Irschen und seit 1997 Vizebürgermeister der Gemeinde. Er ist zudem Beiratsvorsitzender der Irschner Wasserkraft und Infrastruktur GmbH und Vorstandsmitglied bzw. Mitglied im Kräutermarketingverein im Natur-Kräuterdorf Irschen.
Tiefnig ist Ortsparteivorsitzender der SPÖ Irschen und seit dem 9. November 2006 Abgeordneter zum Kärntner Landtag. Bei der Landtagswahl 2009 kandidierte Tiefnig auf dem ersten Platz der SPÖ-Liste im Wahlkreis. Im Jahr 2012 wurde Tiefnig mit 100 % Zustimmung zum SPÖ-Bezirksparteiobmann gewählt. Bei der Landtagswahl 2013 zog Tiefnig wieder in den Kärntner Landtag ein. Er wird als Sportsprecher und Sprecher für den Agrarwirtschaft seiner Fraktion nominiert. Im Juni 2013 wurde er vom Landesparteivorstand einstimmig zum Stellvertretenden Parteiobmann der SPÖ Kärnten gewählt.

## Privates
Tiefnig ist verheiratet, Vater von zwei Erwachsenen Kindern (Dominik u. Kerstin). Er spielte in seiner Zeit als Fußballer bei verschiedenen Vereinen, unter anderen bei ASKÖ Irschen, dem FC Nußdorf/Debant, der WSG Radenthein und dem SV Spittal/Drau.